# Ərkivan
Ərkivan è un comune dell'Azerbaigian situato nel distretto di Masallı. Conta una popolazione di 15 654 abitanti.